# Jerry Lee Lewis
Jerry Lee Lewis (Ferriday (Louisiana, SAD), 29. rujna 1935. – DeSoto County, Mississippi, 28. listopada 2022.) bio je američki rock glazbenik i tekstopisac. Jedan je od začetnika rock and roll glazbenog žanra i uveden je u kuću slavnih "Rock and Roll Hall of Fame", također zbog njegovog doprinosa u pionirskom radu u žanru ulazi i u kuće "Rockabilly Hall of Fame". Časopis "Rolling Stone Magazine", 2004.g. postavlja ga na #24 popisa "100 najboljih izvođača za sva vremena". Isti časopis 2003.g. njegov box set, postavlja na #242 popisa "500 najboljih albuma za sva vremena".

## Životopis
Lewis je rođen u siromašnoj obitelji Elmoa i Mamie Lewis u Ferriday, Concordia Parish, istočna Louisiana, gdje u svojoj ranoj mladosti počinje svirati glasovir sa svoja dva bratića Mickeyem Gilleyom i Jimmyjem Swaggartom. Njegovi su roditelji stavili svoju farmu pod hipoteku, kako bi mu mogli kupiti pianino. Glazbeni stil je razvijao pod utjecajem svoga starijeg rođaka pijaniste Carla McVoya, s kojim je zajedno slušao radio, a posebno crnačku glazbu Haney's Big House. Stoga je Lewis bio u mogućnosti da napravi svoj osobni stil, koji se sastoji od mješavine R&B-a, boogiea woogiea, gospela i country glazbe. Svira i snima s raznim umjetnicima kao što su Moon Mullican i Merrill Moore, a ubrzo postaje i profesionalni glazbenik.
Majka ga upisuje u vjersko sveučilište "Southwestern Assemblies of God University" u Waxahachie, Teksasu, vjerujući kako će Jerry sada pjevati i svirati isključivo pjesme o Gospodinu. Međutim Jerry je vrlo brzo potjeran iz crkvenog zbora jer je za vrijeme mise sa svojim prijateljem Pearryem Greenom, skladbu "Moj Bog je Stvaran" ("My God Is Real") preradio u boogie woogie verziju. Ujutro su obojica pozvani kod dekana sveučilišta koji ih je izbacio iz škole. Jerry se pokušao braniti kako nije znao što čini misleći kako u tome nema ništa loše. Nekoliko godina kasnije, Pearry je pitao Jerryja da li je zaista svirao vražju glazbu, na što mu on odgovara "Da, jesam. Međutim čudno je to što su me zbog iste glazbe koju oni sad sviraju u crkvama izbacili iz škole, razlika je što sam ja svirao za sotonu a oni ne".
Kada je napustio religioznu glazbu, počeo je nastupati po raznim klubovima u okrugu Natchez, Mississippi. Postao je dio novog rock and roll zvuka i snima svoj prvi demosnimak 1954.g. 1955. godine odlazi u okrug Nashville gdje je svirao po klubovima i pokazuje interes za bubnjeve, ali ga radijske postaje poput Grand Ole Opry i Louisiana Hayride ne prihvaćaju.
U studenome 1956.g. Lewis odlazi u Memphis, Tennessee na audiciju za Sun Records. Vlasnik diskografske kuće Sam Phillips u to vrijeme bio je otišao na odmor u Floridu, ali producent Jack Clement s Lewisom snima i prevodi singl Raya Pricea "Crazy Arms" i njegovu skladbu "End of The Road". Tijekom prosinca 1956., Lewis je počeo snimati i kao solo umjetnik i kao session glazbenik za druge Sun umjetnike, kao što su Carl Perkins i Johnny Cash. Njegovo karakteristično sviranje glasovira može se čuti na mnogim skladbama snimljenim u Sanu krajem 1956. i početkom 1957., uključujući i Carl Perkinsove "Matchbox" i "Get Your Cat Clothes On" i od Billya Lee Rileya "Flyin' Saucers Rock'n'Roll". Do tog vremena, rockabilly su označavali drugi instrumenti, a rijetko kada glasovir, ali se pokazao vrlo utjecajnim instrumentom pa su ga počeli koristiti mnogi rockabilly glazbenici i mnoge druge diskografske kuće.
4. prosinca 1956. Elvis Presley dolazi u posjetu Samu Phillipsu. U to vrijeme, Perkins je u studiju radio na novim skladbama na kojima je u pozadini dionice na glasoviru svirao Lewis. Kada je to čuo Elvis je na sljedećoj stanci počeo improvizirati, a Phillips je telefonom pozvao Johnnyja Casha. Tako je nastala snimka pod imenom "Million Dollar Quartet" na kojoj su nastupili Elvis Presley, Jerry Lee Lewis, Carl Perkins i Johnny Cash. Sve te snimke koje su preživjele, a gotovo ih je polovina gospel skladbe, izdane su na CD-u pod naslovom "Million Dollar Quartet". Među skladbama se također nalaze Chuck Berryeva "Brown Eyed Handsome Man", Pat Booneova "Don't Forbid Me" i Presleyjeva "Don't Be Cruel". Lewis svoju solo karijeru nastavlja tijekom 1957. godine (poznat kao Jerry Lee Lewis i njegov napumpani glasovir) s hitovima kao što su "Whole Lotta Shakin' Goin' On" i "Great Balls of Fire", koje mu donose nacionalni i međunarodni uspjeh. Sam Philips svu je svoju imovinu uložio u promociju singla, koji ga je predstavio kao iznimnog izvođača, buntovničke naravi i manijakalnom energijom. Na sceni je pokazivao svoju prgavu narav, svirajući glasovir nogama i pjevajući osebujnim štucajućim rockabilly vokalom. Lewis bi bi možda i preoteo slavu tadašnjoj velikoj zvijezdi Elvisu Presleyju da nije bio previše sklon skandalima, alkoholu i narkoticima.
Prema nekoliko izvora iz prve ruke, uključujući i Johnnyja Casha i Lewisa osobno, koji je bio veliki kršćanin, također je bio i veliki grješnik, koji je sebe i svoju publiku za vrijeme nastupa slao do vraga. Ovaj aspekt Lewisovog karaktera opisan je u Waylon Payneovom filmu iz 2005. Walk the Line, baziran prema Cashovoj autobiografiji.
Lewis, iako nije prvi pijanist boogie-woogie stila, bio je pionir glasovir rocka, i to ne samo kroz njegov zvuk, nego i kroz njegove dinamičke izvedbe. Često je znao za glasovirom biti bez klupe za sjedenje i svirati ga dok stoji, držeći prste na rukama kao grablje i dramatično ih spuštajući dolje-gore po tipkovnici, kao i sjediti na tipkovnici, pa čak i stajati na vrhu instrumenta. Njegov prvi TV nastup, u kojemu je demonstrirao neke od tih poteza, bio je u Steve Allenovoj emisiji 28. srpnja 1957. godine, gdje je izvodio skladbu "Whole Lot of Shakin 'Going On". Jednom je u jednoj emisiji na kraju svog nastupa zapalio glasovir da spriječi Chucka Berryja i njegov sastav da nastupe, iz protesta što je bio slabije plaćeni glazbenik od njega.
Njegovi pomamni nastupi mogu se vidjeti u filmovima, kao što su High School Confidential (gdje on izvodi naslovnu skladbu), i Jamboree. Bio je poznat kao "prvi veliki rock and roll divlji čovjek" i također kao "prvi veliki električni rock izvođač". Ove tehničke izvedbe sviranja glasovira, usvojili su kasnije mnogi veliki rock glazbenici, kao što su Elton John, Billy Joel i Ben Folds.

### Glazbena karijera
Jerry Lee Lewis njegov je nastupni album iz 1957. godine i jedan je od najuspješnijih debitantskih albuma ranog rocka. Na albumu su se našli hitovi poput, "High School Confidential", koji su ga pratili tijekom čitave njegove karijere. tijekom 1960-ih stalno nastupa po raznim koncertima i klubovima i dobiva ugled koncertne atrakcije, što je zabilježeno na njegovom albumu iz 1964. Live at the Star Club, Hamburg, koji je objavljen samo za njemačko tržište. Povremeno dolazi na Top liste, a 1968. godine snima country skladbu "Another Place, Another Time", koja će biti prva u nizu sljedećih uspješnica. Na toj se sceni zadržao čitave '70-te i polovicu 1980-ih, do svoga pedesetog rođendana, kada su ga počele obilježavati obiteljske tragedije, problemi s ovisnošću, zdravljem i zakonom. Rhinova kompilacija na dva CD-a iz 1993. All Killer, No Filler: The Anthology, zabilježila je najznačajnije Lewisove skladbe, koje su izdane za izdavača Sun Record, kao i neke njegove skladbe iz country i pop opusa.

## Skandal
Jerry Lee gubi medijsku naklonost svoje publike jer je oženio svoju trinaestogodišnju rođakinju, a da se pri tome nije još niti razveo od prethodne žene. Njegov turbulentni osobni život bio je skriven od javnosti do svibnja 1958. i britanske turneje, kada Ray Berry (novinar jedne londonske kuće) u zračnoj luci saznaje da je njegova treća supruga Myra Gale Brown, s kojom se oženio 12. prosinca 1957.g. U javnosti je podignut veliki skandal i turneja je otkazana nakon samo tri koncerta.
Skandal se nastavio i kod Lewisiove kuće u Americi, a rezultat toga je bio da se našao na crnoj listi radio postaja i gotovo da je nestao s glazbene scene. Leđa su mu okrenuli i brojni prijatelji koji su do tada bili vrlo bliski s njime, uključujući i Sama Phillipsa, dok ga je Dick Clark izbacio iz svoje emisije. Jedino mu je Alan Freed ostao vjeran svirajući njegove snimke, dok mu karijera nije bila uništena od strane payola skandala, koji je zahvatio radijsku industriju 1960-ih godina.
Iako je Lewis još uvijek bio pod ugovorom sa Sun Recordsom, njegovo daljnje snimanje je zaustavljeno. Od tadašnje zarade koja mu je bila 10000$ po koncertu, pao je na 100$ po noći, koje je zarađivao po malim lokalnim klubovima. Tada je imao samo nekoliko prijatelja u koje se mogao pouzdati. Neki od njih su Kay Martin, koji je bio predsjednik Lewisovog kluba obožavatelja, T. L. Meade, (zvani Franz Douskey), glazbenik i nekadašnji prijatelj Sama Phillipsa i Gary Sklar, koji je vrati Lewisa nazad u Sun Records. U to vrijeme Philips je izgradio novi studio na 639 Madison Avenue, također u Memphisu, i stoga odustao od povijesnog Avenude Studija gdje su snimali veliki umjetnici kao što su B. B. King, Howlin 'Wolf, Elvis Presley, Carl Perkins, isti Lewis i Johnny Cash. U novome studiju Lewis objavljuje samo jedan hit i to cover od Raya Charlesa "What'd I Say", iz 1961.g. Lewis i Sun, prekinuli su ugovor 1963. godine, i on potpisuje za Smash Records za koji izdaje mnoge uspješnice u svojoj daljnjoj karijeri.
Njegova popularnost ponovno je porasla nešto u Europi, posebno u Velikoj Britaniji i Njemačkoj tijekom sredine 1960-ih, a uživo album Live at the Star Club, Hamburg (1964.), snimljen za The Nashville Teens, smatra se jednim od najboljih uživo rock and roll albuma ikad. Glazbeni kritičar Stephen Thomas Erlewine piše, "Live at the Star Club je izuzetan, najčišći, najtvrđi rock and roll album koji je ikada snimljen".

## Osobne tragedije
Usprkos tome što je uvijek bio veliki alkoholičar, Lewis je postupno počeo manifestirati problema s alkoholom i drogom nakon što se rastao od Myrae 9. prosinca 1970. godine, 13 godina nakon što su se vjenčali. Velika tragedija mu se dogodila kada je u prometnoj nesreći 1973. godine izgubio sina Jerryja Lee Lewisa Jr. Tijekom 1960-ih godina njegov drugi sin, Steve Allen, poginuo je udavivši se u bazenu isto pod misterioznim okolnostima, neposredno prije rastave i njegova peta supruga. Kao rezultat tih tragičnih događaja i svojim problemima s drogom i alkoholom, Jerry Lee Lewis je odlučio otiči na liječenje u bolnicu Betty Ford Clinic.

## Kasnija karijera
1960-ih, Lewis se pokušava vratiti kao izvođač na rock and roll scenu potpisavši ugovor na četiri godine za izdavača Smash Records, s kojima je počeo snimati country balade.
Ubrzo je snimio jedan LP pod nazivom Country Songs for City Folks. Njegov singl iz 1968. "Another Place, Another Time", dovodi ga na Top 10 glazbeni ljestvica, kao i na mnoge druge Top ljestvice širom svijeta, uključujući i #1 singla "To Make Love Sweeter For You", koja Lewisu ponovo donosi obožavatelje širom svijeta, slično kao u vrijeme rockabillya. Do ranih 1970-ih Lewis je postao toliko popularan, da je Sun Records počeo objavljivati reizdanja njegovih country skladbi, kao što je "Invitation to Your Party" i ostali singlovi koji su bili popularni u svijetu country glazbe. Tijekom tog razdoblja, Lewis snima LP Killer Country. Lewisov uspjeh traje kroz cijelo desetljeće i na kraju se ponovo počela naglašavati njegova rock and roll prošlost s hitom iz 1973. "Chantilly Lace", kao i osvrt na srednji vijek s "Middle Age Crazy" iz 1977. godine.
1989. godine, Jim McBride snima o njemu životopisni film, u kojemu glavnu ulogu lika Jerryja Lee Lewisa glumi Dennis Quaid, Myrau Winona Ryder, a Jimmy Swaggart Alec Baldwin. Film je usredotočen na Lewisovu ranu glazbenu karijeru i njegov odnos s Myraom, i završava sa skandalom u kasnih 1950-ih godina.
Lewis nikad nije prestao svirati po turnejama i obožavatelji koji ga redovno posjećuju kažu da i dalje izvodi jedinstvene koncerte koji su nepredvidljive, uzbudljivi i dalje u njegovom osobnom rock 'n' roll stilu. 26. rujna 2006. godine objavljuje svoj novi album Last Man Standing, na kojemu se nalaze mnoge glazbene zvijezde koje nastupaju kao gosti na materijalu.
U ožujku 2007. godine objavljuje DVD pod nazivom Last Man Standing Live, koji sadrži snimke koncerata na kojima nastupaju mnogi glazbeni umjetnici kao gosti.

## Vanjske poveznice
- Službene stranice Jerryja Lee Lewisa
- Allmusic - Jerry Lee Lewis  Arhivirana inačica izvorne stranice od 6. siječnja 2005. (Wayback Machine)
- Rock and Roll Hall of Fame